# Mate Tentor
Mate Tentor (Cres, 12. ožujka 1882. - Zagreb, 8. svibnja 1956.), hrvatski filolog

## Životopis
Rodio se na otoku Cresu. U Rijeci je završio gimnaziju. U Beču je završio slavistiku i doktorirao disertacijom o creskom čakavskom dijalektu. Radio kao profesor u više dalmatinskih gradova, pa u Kastvu, Opatiji i na Sušaku. Obnašao je dužnost ravnatelja Sveučilišne knjižnice u Zagrebu od 1927. do 1943. godine. Pisao je o latinici, glagoljici i ćirilici. S talijanskim slavistom Arturom Cronijom vodio polemike o glagoljici. Osnovne interpretativne postavke o bosančici i njenom nastanku je položio hrvatski arheolog i paleograf Ćiro Truhelka, a njega su u tom nasljedovali mnogi filolozi, a Tentor bijaše najistaknutiji među njima. Jeseni 1941. godine mu je Hrvatski izdavalački bibliografski zavod  povjerio uređivanje rada na Hrvatskoj retrospektivnoj bibliografiji knjiga.

## Djela
- Pismo i postanak alfabeta[1]
- Latinsko i slavensko pismo[1]
- Leksička slaganja creskoga narječja i slovenskoga jezika protiv Vukova jezika[1]